# Dimargaris xerosporica
Dimargaris xerosporica är en svampart som först beskrevs av B.S. Mehrotra & Baijal, och fick sitt nu gällande namn av R.K. Benj. 1965. Dimargaris xerosporica ingår i släktet Dimargaris och familjen Dimargaritaceae.   Inga underarter finns listade i Catalogue of Life.